# Naf Naf
Pour l’article ayant un titre homophone, voir Naf-Naf.
Naf Naf est une marque de prêt-à-porter féminin fondée en 1973 à Paris par les frères Pariente.
En mars 2024, l'entreprise emploie 621 personnes, possède 112 succursales et compte 60 boutiques affiliées, pour un chiffre d'affaires de 141 millions d'euros (2022). En septembre 2023, elle subit un deuxième placement en redressement judiciaire après celui de 2020 qui avait conduit à un rachat du groupe par SY International. L'entreprise turque Migiboy Tekstil reprend Naf Naf le 18 juin 2024 avant que le groupe Beaumanoir reprenne la main en août 2025 après un nouveau redressement judiciaire.

## Historique

### Débuts
C'est dans la boutique des frères Patrick et Gérard Pariente, Influence, ouverte en 1978, que sort la première collection griffée. Cependant, Naf Naf ne rencontre le succès qu'en 1983, grâce à une invention qui consiste à tailler dans une toile de coton des combinaisons « prêtes à teindre » de toutes les couleurs, estampillées d'un logo représentant un camion et le numéro de téléphone de l'entreprise.

### Diversification et expansion
À partir de 1985, Naf Naf se diversifie avec des accessoires (lunettes, sacs, etc.). En 1986, Naf Naf s'ouvre au Japon avec la collection By Naf Naf. En 1988, Naf Naf propose également des maillots de bain et de la lingerie.
En 1989, l'entreprise lance Naf Naf Magazine distribué en boutiques et en partenariat avec Elle. En 1991, Naf Naf lance son premier parfum Touche de Naf Naf en association avec L'Oréal.
En 1992, l'enseigne continue de s'étendre en Europe et ouvre sa centième boutique avenue des Ternes, à Paris.
En 1993, Naf Naf entre en bourse au second marché.
En 1995, la marque achète Chevignon, et lance son nouveau parfum Graffiti. La marque ouvre deux magasins phares : 52 avenue des Champs-Élysées et dans l'ancien café Costes des Halles, rue Berger.
En 1997, Naf Naf s'étend dans les pays de l'Est, notamment en Russie.

### Diverses reprises de la marque
En 2006, les frères Pariente cèdent la société au groupe Vivarte.
Le 11 avril 2018, Vivarte annonce la vente de Naf Naf à un consortium chinois mené par le groupe multimarques Shanghai La Chapelle Fashion Co, leader du marché chinois de l’habillement féminin à petits prix,,. La Chapelle envisage d’ouvrir des magasins Naf Naf en Chine, à raison de cinq cent dans les cinq ans, et d’inaugurer une trentaine de points de vente en Europe, sans succès.
Le 15 mai 2020, Naf Naf, dont l'actionnaire majoritaire La Chapelle souhaite se dégager, est placée en redressement judiciaire. Deux repreneurs se manifestent :
- le groupe franco-turc Sy Corporate France, promettant le maintien de 923 salariés, 118 magasins et la totalité des boutiques affiliées ;
- le groupe Beaumanoir, promettant le maintien de 700 salariés, 195 magasins (dont 20 corners et 76 affiliés), de la filiale espagnole et ses 100 employés, et 90 reclassements.

Le tribunal de commerce de Bobigny tranche le 19 juin 2020 en faveur de l'offre de Sy Corporate France et M. Mory.
Le 31 août 2023, pour la deuxième fois, la marque de prêt-à-porter féminin annonce avoir demandé son placement en redressement judiciaire pour faire face à « des arriérés de paiement de loyers » accumulés durant la pandémie de Covid-19,. Le 6 septembre 2023, Naf Naf est placée en redressement judiciaire par le tribunal de commerce de Bobigny. En mars 2024, Naf Naf emploie 621 salariés et possède 112 succursales et compte 60 boutiques affiliées. Le 18 juin 2024, l'entreprise turque Migiboy Tekstil est désignée par le tribunal pour reprendre Naf Naf. Migiboy Tekstil reprend les actifs de Naf Naf pour 1,5 million d'euros et prévoit de maintenir 99 boutiques sur les 111 et de garder 505 emplois sur les 579 existants.
En mai 2025, Naf Naf demande de nouveau son placement en redressement judicaire,. Le 30 mai, le tribunal de commerce de Bobigny prononce le redressement judiciaire, ce qui menace 600 emplois bien qu'une relance soit encore possible. En août 2025, le groupe Beaumanoir reprend partiellement Naf Naf ainsi que 300 sur 600 salariés mais uniquement 12 des 102 boutiques actuelles. Le groupe souhaite toutefois exploiter ces boutiques sous ses propres marques.

## Vie de la marque

### Nom, logo et slogan
Au départ, c'est une simple boutique dans le Sentier portant le nom de « Naphtaline ». Il semble que la sonorité soit à l’origine du nom de la marque Naf Naf.
Le logo représentant un cochon est une allusion directe à Naf Naf, l’un des trois petits cochons du film Disney de 1933. Le slogan Le grand méchant look adopté dans les années 1990 renforce la cohérence de l’univers décalé de Naf Naf.

### Égéries
En 1986, Stéphanie de Monaco apparaît dans la presse avec une chemise rayée de la marque.
En 1991, Naf Naf choisit Monica Bellucci pour la publicité télévisée de son eau-de-toilette.
En 2013, l’actrice Leighton Meester, rendue célèbre par la série Gossip Girl, devient ambassadrice de la marque pour le prêt-à-porter.
En 2021, c’est Miss France 2018, Maëva Coucke, qui devient l’égérie de la nouvelle gamme de parfums.

## Gouvernance et résultats
|                                       | 2013 | 2014 | 2015 | 2016 | 2017 | 2018 | 2019 |
| ------------------------------------- | ---- | ---- | ---- | ---- | ---- | ---- | ---- |
| Chiffre d'affaires (millions d'euros) | 187  | 197  | 175  | 176  | 179  | 171  | 170  |
| Résultat net (millions d'euros)       | - 4  | + 36 | - 18 | - 14 | - 14 | -15  | -17  |
| Effectif moyen annuel                 | 905  | 927  | 910  | 897  | 913  | 810  | 807  |